# João do Canto e Castro
João do Canto e Castro Silva Antunes Júnior (Lisbona, 19 maggio 1862 – Lisbona, 14 marzo 1934) è stato un politico portoghese e quinto Presidente della Repubblica dal 14 dicembre 1918 al 5 ottobre 1919, provvisorio fino al 16 dicembre 1918.